# Frome
Frome (pronunciat /ˈfɹuːm/) és un municipi d'Anglaterra, al Regne Unit, situat a l'est del comtat de Somerset. Pel seu territori passa el riu homònim. El lloc ja va estar poblat en època romana, encara que el nom és d'origen gaèlic. Alguns reis anglosaxons hi van residir. Tradicionalment l'economia es va basar en la indústria de la llana, i en el material de construcció obtingut del seu bosc i de les seves pedreres; actualment els serveis i l'art són les activitats predominants.

## Geografia
El municipi està situat en un territori ondulat per pujols (Mendip Hills) i travessat pel riu Frome. Hi ha un bosc (Forest Marble) que data del Juràssic mitjà i que s'ha estat explotat com a material de construcció des d'antic pels habitants de la zona. El centre del nucli de població està a 65 msnm, però el terreny és desigual i hi ha parts que estan a 90 metres i altres a 135 metres. A tocant de Mendip Hills hi ha pedreres de pedra calcària: Whatley Quarry, Merehead Quarry i altres en desús. Aquestes pedreres tenen sortida de ferrocarril que enllaça amb Londres i el sud-est d'Anglaterra.
Els diferents indrets del municipi porten de vegades noms relacionats amb característiques de la geografia: Innox Hill, Welshmill, Packsaddle, Fromefield, Stonebridge, Clink, Berkley Down, Easthill, Wallbridge, The Mount, Keyford and Lower Keyford, Marston Gate, The Butts, Critchill, Trinity, Gould's Ground.

## Clima
Igual com a tot el sud-est d'Anglaterra, Frome té un clima temperat i humit, més suau que a la resta del país. La mitjana de la temperatura anual és de 10 °C (50 °F) amb variacions estacionals i dia-nit que depenen de l'efecte marítim però que no afecta tant com en altres llocs del país. Gener és el mes més fred amb mínimes d'1 °C (34 °F). Juliol i agost són els mesos més càlids, que tenen una temperatura diürna d'uns 21 °C (70 °F). En general, desembre és el més amb més dies de cel tapat, mentre que juliol és el més assolellat.
Sovint es formen núvols a terra endins, en especial a la zona propera als pujols i es redueix en les hores de més exposició al sol. La ràtio d'hores solars anuals és de 1.600 hores. Les pluges generalment venen associades amb depressions formades a l'Atlàntic o amb corrents de convecció. A l'estiu es generen corrents de convecció per l'escalfament de l'aire humit i acaba precipitant, de vegades en forma de tempesta. La mitjana de precipitacions és de 800–900 mm. També es donen uns 8–15 a l'any de precipitacions en forma de neu. De novembre a març el vent és més fort i de juny a agost bufen vents més fluixos. La direcció predominant del vent és del sud-oest.

## Història
Hi ha proves que evidencien l'establiment de població a Frome en època romana: les restes d'una antiga vil·la (al districte de Whatley, a 5km del centre actual), i una olla plena de monedes (52.500 peces), la col·lecció de monedes més important de tota l'illa de Gran Bretanya.
El nom del municipi procedeix de l'idioma britònic, concretament del terme frāmā —en modern gaèlic ffraw—que té diverses accepcions: «clar», «brau, enèrgic», adjectiu que es fa servir per descriure el corrent del riu.
Un monestir, construït el 685 per sant Aldhelm, és la prova més antiga de l'ocupació anglosaxona de Frome. Els reis d'aquella època passaven temporades aquí i anaven a caçar al bosc de Frome. L'any 934 s'hi va convocar un witenagemot. El rei Edred va morir aquí el 23 de novembre del 955.
En l'època que es va escriure el Domesday Book, Guillem el Conqueridor hi tenia la seva residència. En els anys posteriors a la seva mort, parts d'aquesta residència es van escindir per donar-li altres usos, per exemple una secció va esdevenir la casa del ministre, una altra va passar a ser l'abadia de Cirencester. Aquests monjos durant molt de temps van tenir el dret a recaptar l'impost de mercadejar a Frome.
Enric VII d'Anglaterra va nomenar lord of the manor a Edmund Leversedge i li va transferir els drets de l'impost sobre les fires celebrades a Frome.
Després de la conquesta normanda s'hi va construir un castell (Hales Castle). Al segle xv la manufactura de la llana era el principal recurs econòmic de la població.

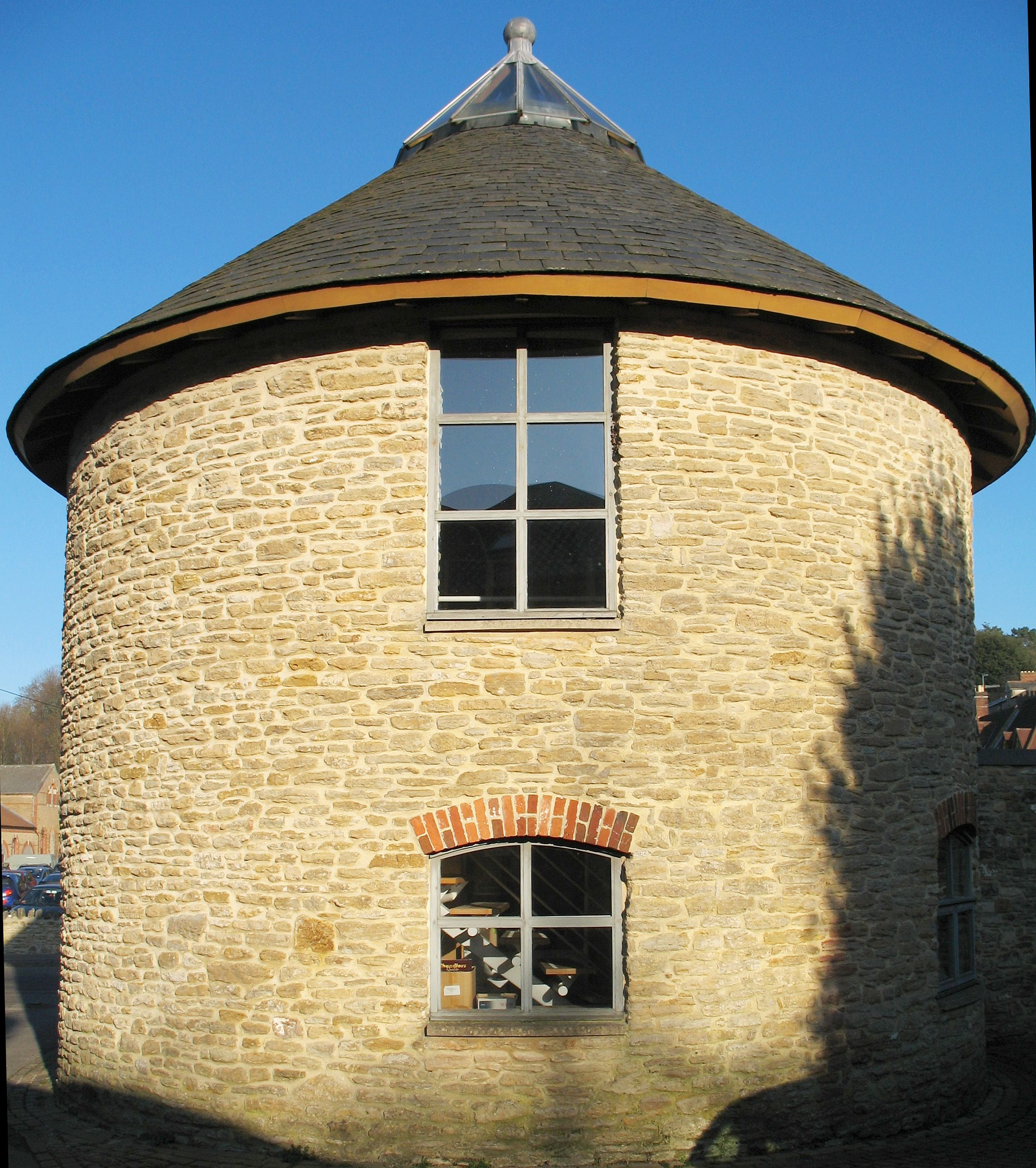
Antic edifici per al tenyit de llana.

El 1477 George Plantagenet, 1r duc de Clarence va fer arrestar en aquesta ciutat a Ankarette Twynyho, acusada de l'assassinat de la seva esposa. El 27 de juny del 1685, les forces del duc de Monmouth van acampar a Frome després d'una derrota en rebel·lió contra Jaume II i molts van aprofitar per desertar; acabada la revolta 12 homes van ser penjats a Frome.
La industrialització en els productes de llana va portar la fam a Frome i durant el segle xviii hi va haver revoltes. El 1684 es va establir una foneria que fabricava campanes, que després fabricaria elements per als sistemes d'enllumenat de gas. Una altra foneria de bronze s'hi va establir, fabricava estàtues i altres objectes ornamentals.

## Demografia
La població de Frome era de 12.240 habitants el 1831, però va davallar fins a 11.057 el 1901 i es va mantenir entre els 11.000 i els 12.000 fins a la dècada del 1970. Des de llavors ha anat augmentant i gairebé es va duplicar amb els 23.000 habitants del cens del 1991. En el cens del 2011 la població havia tornat a baixar fins a 26.203 habitants, dels quals 11.863 (48,4%) són homes i 12.647 (51,6%) dones. 7.674 (31,3%) dels residents són menors de 16 anys, 13.150 (63,3%) estan entre els 16 i els 65 anys, i 3.686 (15,0%) són majors.
Segons el cens del 2011 nomś el 3% de la població estan en atur. La ciutat té 10.198 habitatges, dels quals 7.679 (75%) estan ocupats pels seus propietaris, 981 (10%) són de lloguer propietaris particulars, i 1.538 (15%) de lloguer pertanyents a l'ajuntament. El 99,3% dels caps de família són d'ètnia blanca.

## Economia

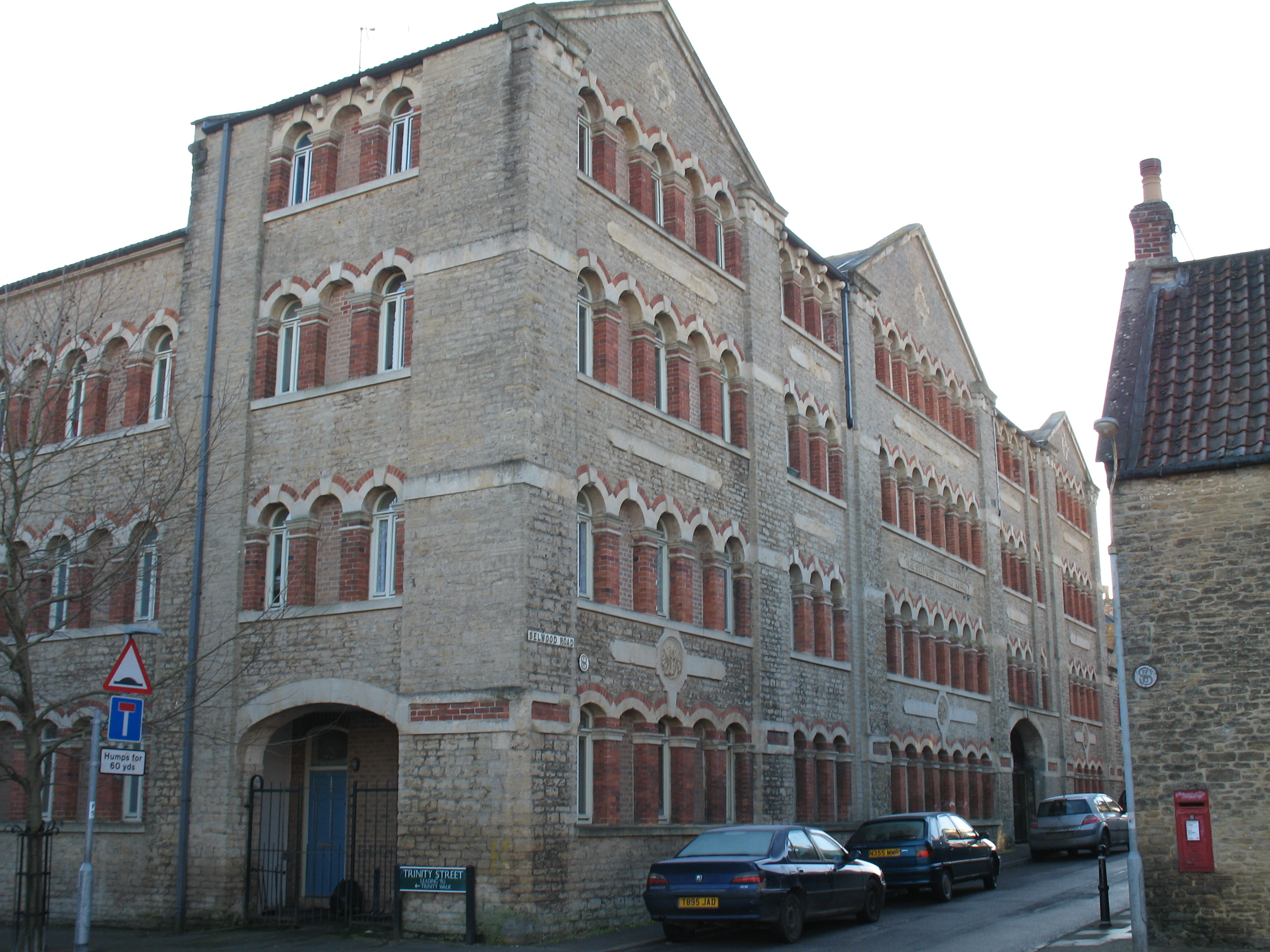
Impremta Selwood de Frome

La indústria del metall i les editorials gairebé han substituït la tradicional indústria local de la llana. Aproximadament la meitat de la població activa de Frome treballa en localitats veïnes: Bath, Bristol, Warminster, Westbury. Actualment, el fet de ser capital comarcal fa que el sector de serveis doni molts llocs de treball: hi ha un important hospital, diverses escoles i oficines de l'administració.
Els dimecres i dissabtes es fa mercat a l'aire lliure de productes diversos, tot i que la ciutat té moltes botigues i dos grans supermercats. El tradicional mercat d'ovelles que es feia al centre de Frome els dissabtes es va traslladar a Standerwick l'any 1980.

## Administració

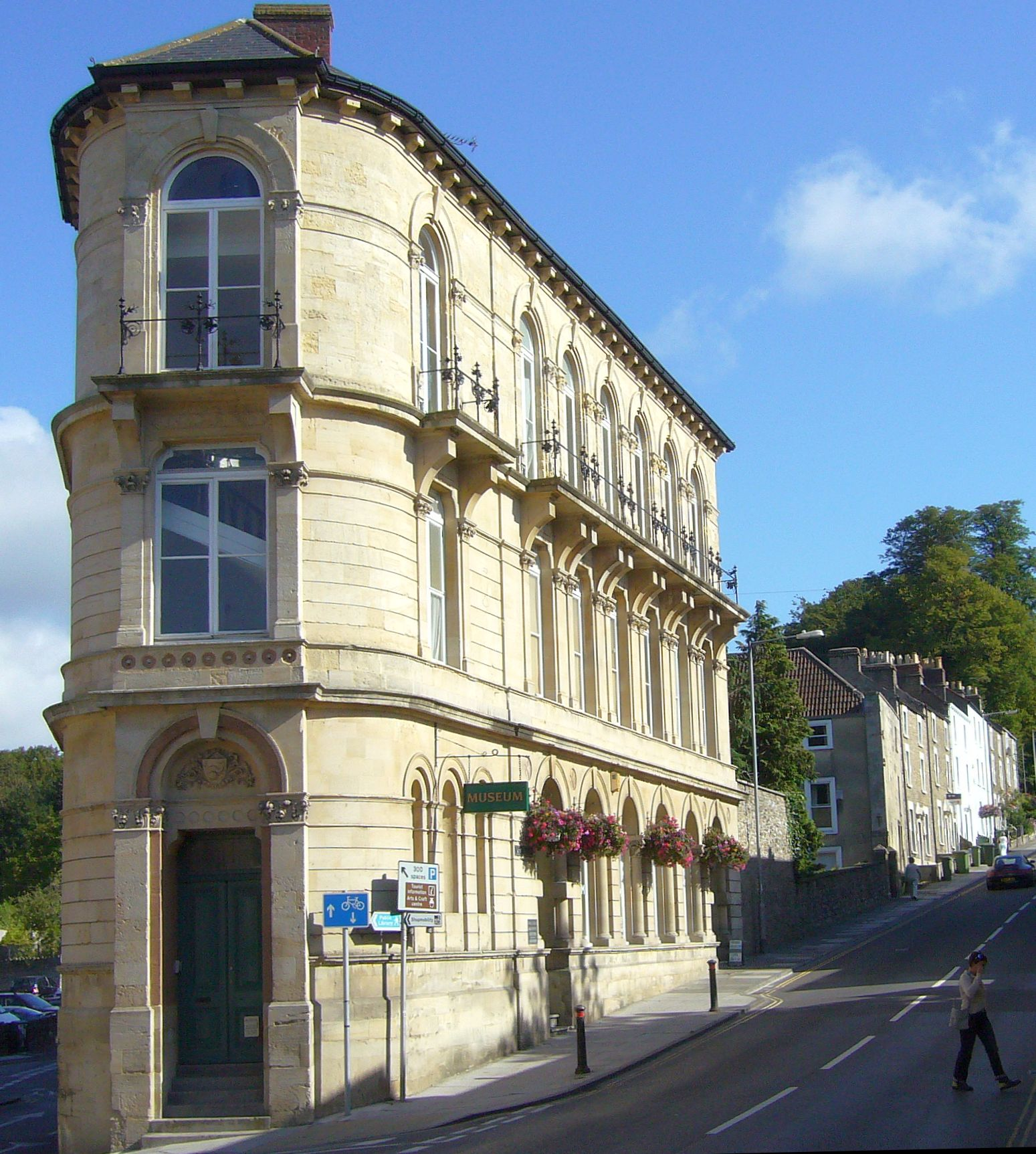
edifici del museu de Frome

Frome és la ciutat més gran de la comarca de Mendip, del comtat de Somerset. Anteriorment al 1974 pertanyia administrativament al Frome Urban District. La ciutat aporta tres membres al Somerset County Council i onze consellers al Mendip District Council. L'ajuntament de Frome està format per 17 membres, una reducció dels 20 que eren abans del 2005. La ciutat va tenir representant propi al Parlament anglès, dins la Cambra dels Comuns, des del 1832 (Reform Act), però va quedar abolit per una llei del 1950.

## Agermanaments
Frome té relacions d'agermanament amb:
- Château-Gontier (França)
- Murrhardt (Alemanya)
- Rabka-Zdrój (Polònia)

## Cultura
A Frome resideixen diversos artistes i se celebra anualment un festival d'art de deu dies, durant el mes de juliol. A la ciutat hi ha dos teatres: el Memorial Theatre, construït el 1924 en memòria dels caiguts en combat durant la primera guerra mundial, i el Merlin Theatre que forma part de l'àrea educativa municipal. A més hi ha un pub-theater i una antic magatzem, el Cheese and Grain és des del 1977 una sala de concerts. El 1958 es va establir un museu d'història de Frome.

### Llocs d'interès cultural

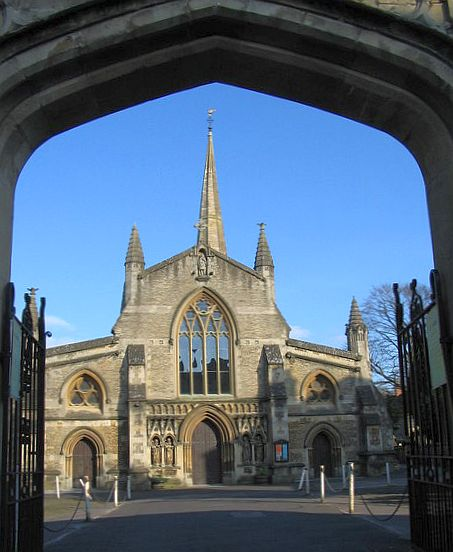
església de sant Joan Baptista

- El pont sobre el riu, originalment del segle xiv i reconstruït al segle xix.

Frome té 500 edificis històrics, en destaquen:
- Blue House, del 1726, que va ser un orfenat.
- Rook Lane Chapel, una església del 1702 dissenyada per l'arquitecte James Pope.
- L'església de sant Joan Baptista, del segle xii i reconstruïda el segle xv.
- Argyll House.